# موسی کامارا (مدافع)
موسی کامارا (انگلیسی: Moussa Camara) بازیکن فوتبال اهل گینه بود.
وی همچنین در تیم ملی فوتبال گینه بازی کرده است.